# Joe Cole
Joseph John Cole, mais conhecido como Joe Cole (Londres, 8 de novembro de 1981), é um ex-futebolista inglês que atuava como meia-atacante e ponta.

## Carreira

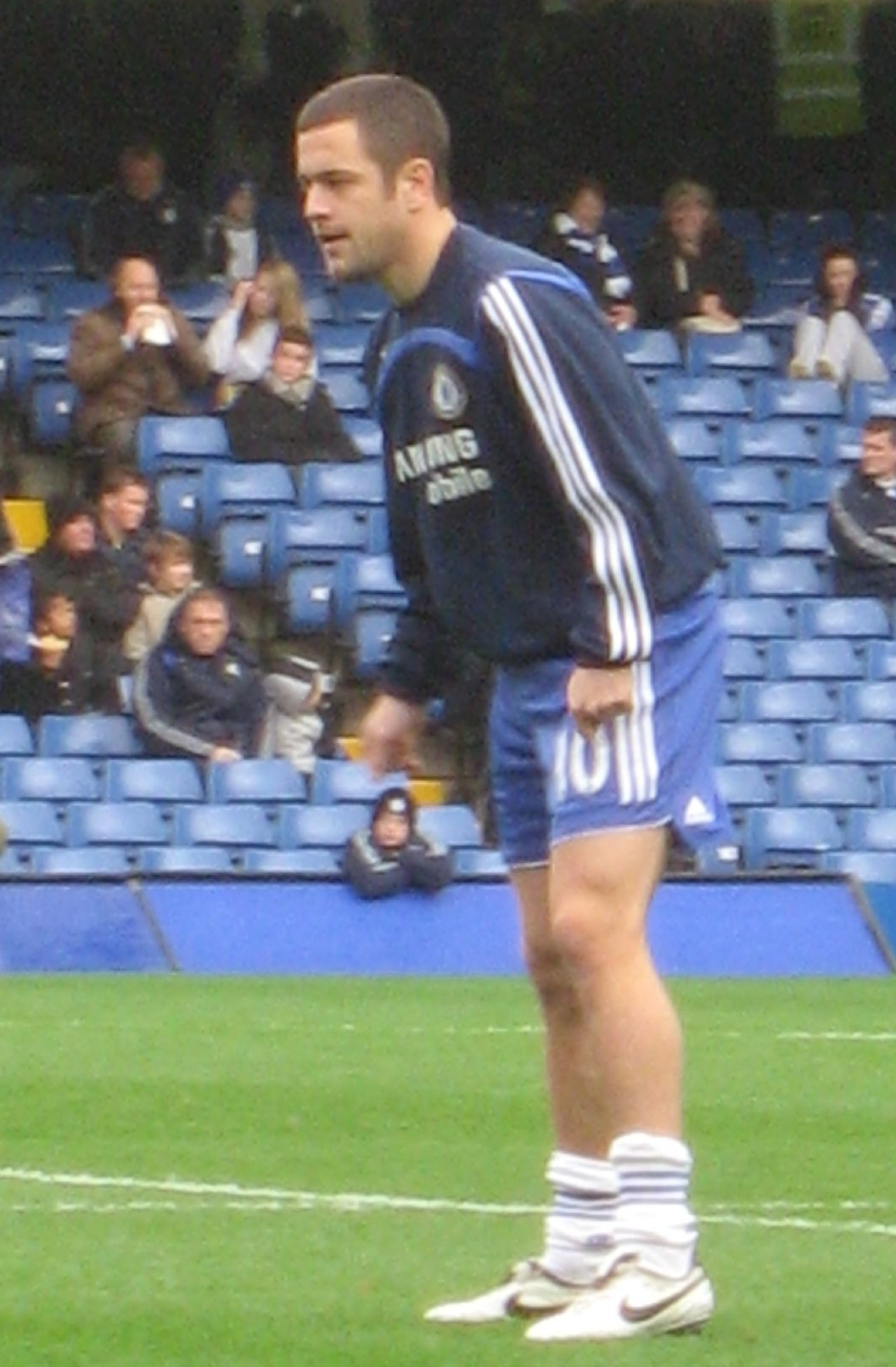
Cole em aquecimento pelo Chelsea

Se destacou durante a Copa do Mundo de 2006 defendendo a Inglaterra. Foi titular durante toda a competição, tendo feito um dos gols que classificou a Inglaterra contra a Suécia. Também esteve presente na Copa do Mundo de 2002 e na Copa do Mundo de 2010.
Em sua trajetória por clubes, se destacou principalmente no Chelsea. Vestindo a camisa de número 10 do clube londrino, conquistou três vezes o Campeonato Inglês e um vice-campeonato da Liga dos Campeões.
Após não renovar seu contrato com o Chelsea, ficou livre e pouco tempo depois, assinou um contrato de quatro temporadas com o Liverpool.

## Títulos
West Ham
- Copa Intertoto da UEFA: 1999

Chelsea
- Premier League: 2004–05, 2005–06 e 2009–10
- Copa da Liga Inglesa: 2004–05 e 2006–07
- Supercopa da Inglaterra: 2005 e 2009
- Copa da Inglaterra: 2006–07, 2008–09 e 2009–10

Seleção Inglesa
- Torneio de Verão da FA: 2004

### Prêmios Individuais
- Jogador do Ano do Chelsea: 2008
- Jogador do Ano do West Ham: 2003
- Equipe do Ano da Premier League: 2006
- Equipe do Ano da United Soccer League: 2016